# 坂元村
坂元村（さかもとむら）は、昭和30年（1955年）まで宮城県亘理郡の南部にあった村。現在の亘理郡山元町南部にあたる。

## 地理
- 山：大森山
- 河川：坂元川、戸花川

## 歴史
『和名類聚抄』に坂本郷とある。寛永総検地の結果をうけて行われた正保元年（1644年）の村割で、坂本郷は坂元本郷と真庭村の2か村に分割されたが、このとき「坂本本郷」では本の字が重複して紛らわしいので、「坂本」から「坂元」へと表記を改めたという。

### 沿革
- 明治22年（1889年）4月1日 - 町村制施行にともない、坂元本郷及び真庭村の区域をもって、坂元村が発足する。
- 昭和30年（1955年）2月1日 - 坂元村及び山下村が合併し、山元町が発足する。

### 津波被害
- 昭和8年（1933年）3月3日 - 昭和三陸地震により、磯浜に波高3m90cmの津波が襲来する。死者・行方不明者こそゼロであったが、被害の合計は重軽傷者12人、全壊10戸、半壊12戸、浸水28戸（床上10戸・床下18戸）に及んだ[2]。この時の津波で被害を蒙った磯浜・中浜の両部落の海岸に大震災記念碑を建て、表面に「地震があったら津波の用心」と刻んだ。

## 行政

### 首長
- 歴代村長

| 代 | 氏名       | 就任                       | 退任                       | 備考 |
| -- | ---------- | -------------------------- | -------------------------- | ---- |
| 1  | 佐藤好二郎 | 明治22年（1889年）4月1日   | 明治40年（1907年）10月13日 |      |
| 2  | 森安吉     | 明治40年（1907年）11月22日 | 大正4年（1915年）2月27日   |      |
| 3  | 清野亀吉   | 大正4年（1915年）5月17日   | 昭和6年（1931年）7月15日   |      |
| 4  | 丸山仙橘   | 昭和6年（1931年）7月24日   | 昭和10年（1935年）7月23日  |      |
| 5  | 佐藤慶吉   | 昭和10年（1935年）7月24日  | 昭和12年（1937年）3月13日  |      |
| 6  | 伊達宗康   | 昭和12年（1937年）5月21日  | 昭和16年（1941年）5月20日  |      |
| 7  | 齋藤喜膳   | 昭和16年（1941年）5月21日  | 昭和21年（1946年）11月4日  |      |
| 8  | 阿部武     | 昭和22年（1947年）4月15日  | 昭和23年（1948年）11月25日 |      |
| 9  | 冨田佐吉   | 昭和23年（1948年）12月8日  | 昭和27年（1952年）11月5日  |      |
| 10 | 青田泰平   | 昭和27年（1952年）11月15日 | 昭和30年（1955年）1月31日  |      |

## 地域

### 人口
| 1920年 | 4,001人 |  |
| 1925年 | 4,335人 |  |
| 1930年 | 4,691人 |  |
| 1935年 | 4,899人 |  |
| 1940年 | 4,819人 |  |
| 1947年 | 6,803人 |  |
| 1950年 | 6,843人 |  |

※国勢調査による

### 教育
- 坂元村立坂元小学校
- 坂元村立中浜小学校
- 坂元村立坂元中学校

## 交通

### 鉄道
- 国鉄常磐線：坂元駅

### 道路
- 国道6号